# Comité international des sports des sourds
 (novembre 2018).
Pour les articles homonymes, voir CISS et ICSD.
Le Comité international des sports des sourds (CISS), ou The International Committee of Sports for the Deaf en anglais (ICSD), est une organisation créée par le Français Eugène Rubens-Alcais et le Belge Antoine Dresse le 16 août 1924, pour organiser les Deaflympics tous les quatre ans, en alternant tous les deux ans Jeux d'été et Jeux d'hiver.
Le siège du CISS est actuellement situé dans le Maryland, aux États-Unis. L'actuel président de l'organisation est Adam Rosa, élu en 2022.

## Histoire

### Création
Le 16 août 1924, Eugène Rubens-Alcais, Antoine Dresse et les autres sourds ont créé le Comité international des sports silencieux. Le nom a été rebaptisé Comité international des sports des Sourds (The International Committee of Sports for the Deaf), ICSD.
La liste des fondateurs
- France
  - Eugène Rubens-Alcais
  - Gaston Vialatte
  - Alexandre Bascoul (assesseur)
- Belgique
  - Antoine Dresse
  - Émile Cornet
  - Valère De Decker
- Royaume-Uni
  - MacDonald[Qui ?]
  - Rev. Vernon Jones (assesseur)
- Pologne
  - Kazimierz Wlostowski
  - Dmochowski[Qui ?]
- Tchécoslovaquie : 
  - Jaroslav Riha (vice-président)
  - Stanislas Svacinas
- Italie
  - Roberto de Marchi
  - Umberto Maglione
- Hongrie
  - A. de Szalay
- Pays-Bas
  - G.H. Koudys (vice-président)
  - H. Nederlof
- Roumanie
  - Lieberman[Qui ?]
  - J. Mendelsohn
- Lettonie
  - PH. Rosemberg
- Allemagne
  - J. Manke
  - Hurvitz[Qui ?]

Le rôle du Comité international des sports des Sourds est l'organisation des Deaflympics d'été et Deaflympics d'hiver.

### Jusqu'à aujourd'hui

Logo créé en 1939

En 1939 aux Deaflympics d'été de 1939, Fernand Chante a conçu le drapeau de CISS avec le logo de CISS en deux couleurs: bleu et vert. Ce drapeau est utilisé pour la première fois en cérémonie d'ouverture.
Le Comité international olympique a reconnu l'International Committee of Sports for the Deaf lors de la 50e session à Paris du 9 au 19 juin 1955. Depuis 1985, aux Deaflympics d'été et Deaflympics d'hiver, on voit les drapeaux de l'ICSD et du CIO ensemble.

Pendant le 34e congrès à Helsinki le 12-13 mars 1995, le Comité international des sports des Sourds vote à l'unanimité le retrait du Comité International Paralympique et il devient indépendant. Le Comité international olympique continue de le soutenir.

## Dirigeants

### Présidents
- 1924-1953 :  Eugène Rubens-Alcais
- 1953-1955 :  Oscar Ryden
- 1955-1961 :  Jens Peter Nielsen
- 1961-1971 :  Pierre Bernhard
- 1971-1995 :  Jerald M. Jordan
- 1995-2003 :  John M. Lovett
- 2003-2009 :  Donalda Ammons Kay
- 2009-2013 :  Craig A. Crowley
- 2013-mai 2018 :  Dr Valery Nikititch Rukhledev[8]
- Mai-juillet 2018 (président par intérim) :  Kang Chen
- Juillet 2018-2019 :  Rebecca Adam[9]
- 2019-2020 :  Kang Chen[10]
- 2020-2021 (président par intérim) :  Gustavo de Araujo Perazzolo
- 2021-2022 :  Gustavo de Araujo Perazzolo[11]
- Depuis 2022 :  Adam Kosa

### Secrétaires
- 1924-1967 :  Antoine Dresse
- 1967-1973 :  Osvald Dahlgren
- 1973-1997 :  Knud Søndergaard
- 1997-2005 :  Donalda Ammons Kay[12]
- Depuis 2005 : poste supprimé[13]